# Putois à pieds noirs
Mustela nigripes
Espèce
Statut de conservation UICN

 EN D : En danger
Statut CITES
Le Putois à pieds noirs (Mustela nigripes), est un petit mammifère carnivore de la famille des mustélidés, habitant de la prairie d'Amérique du Nord. Il est également appelé furet à pieds noirs, traduction littérale de son nom d'origine « black footed ferret », ou encore putois américain au Canada. Il ne doit pas être confondu avec la variante, dite « furet américain », de son cousin domestique le furet (Mustela putorius furo). Mustela nigripes est étroitement apparenté au putois des steppes (Mustela eversmannii) originaire de Russie.
Le putois à pieds noirs est la seule espèce de putois indigène en Amérique du Nord.

## Description
Le putois à pieds noirs est un mustélidé de la taille et de l'aspect d'un furet. La taille moyenne est d'environ 50 cm, le poids moyen est de 580 g pouvant atteindre 1 100 g, les femelles sont plus petites que les mâles (10 %). Il a une courte queue recouverte de pelage, des oreilles ovales et saillantes et de fortes pattes. Son poil de garde est blanc alors que le bout des poils est brun, ce qui lui donne une apparence champagne foncé. Un masque complet brun marque ses yeux. Le patron de la robe est zibeline avec les pattes et le bout de la queue marron. Le museau, le front, les oreilles, la gorge et le début de la queue sont blancs. Le pelage couvre également les coussinets.
Ses grands yeux noirs et ses larges oreilles suggèrent qu'il a une bonne acuité auditive et visuelle, mais l'odorat reste fondamental pour ce prédateur souterrain.

## Comportement

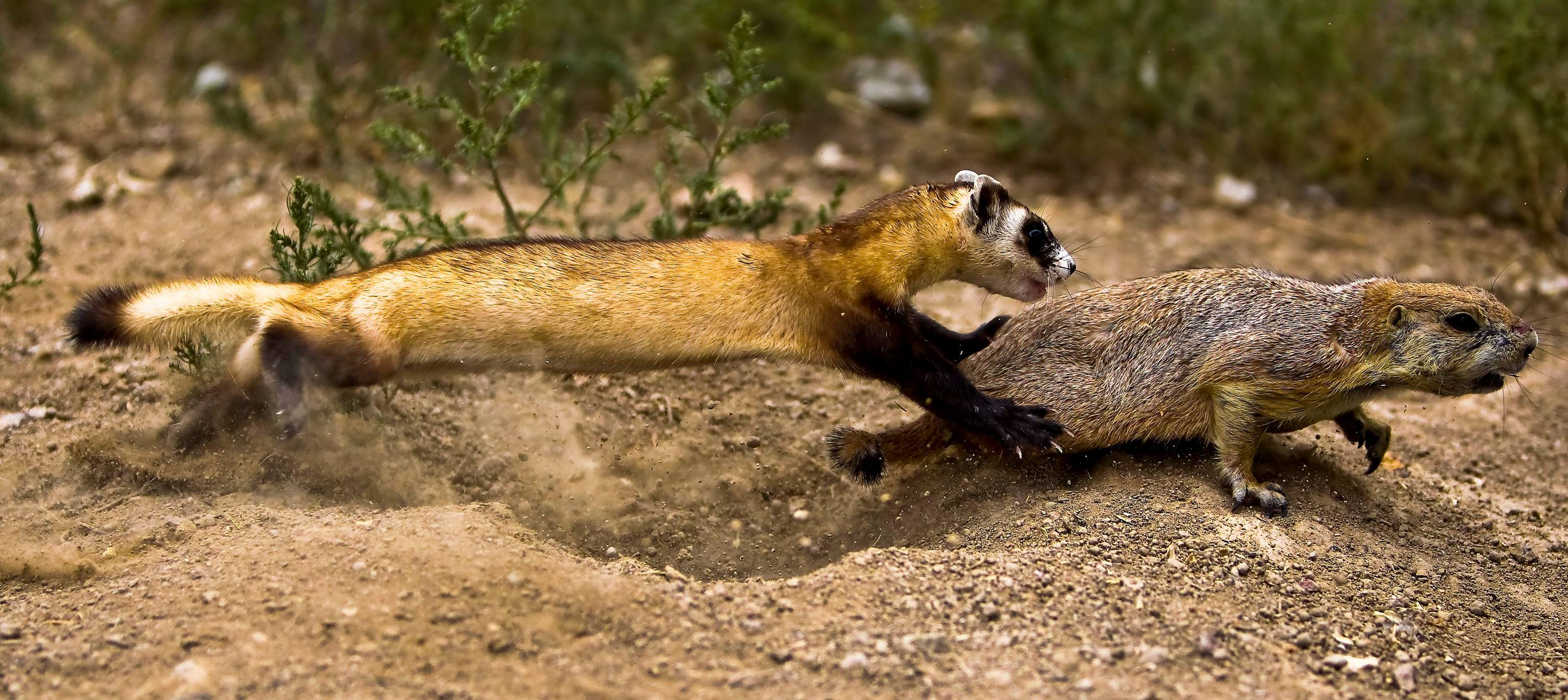
Un putois à pieds noirs chasse un chien de prairie au National Black-footed Ferret Conservation Center.

Le putois à pieds noirs est un carnivore principalement nocturne étroitement associé au chien de prairie (Cynomys), bien qu'il ait été prouvé qu'il puisse également être associé aux populations d'écureuils terrestres (Bermoohilus armatus).
Le putois à pieds noirs est avant tout un prédateur direct du chien de prairie sauvage, dont il utilise également les terriers pour se reproduire. La femelle installe son nid dans le terrier de ses proies dans lequel elle met bas de 3 à 6 petits. La part du chien de prairie dans son alimentation est estimée entre 87 et 91 %. Un chien de prairie adulte représente 6 à 7 jours de ration alimentaire pour un putois à pieds noirs. Le putois à pieds noirs se nourrit également de proies d'opportunité, lagomorphes, souris, oiseaux et insectes.
Sa couleur et sa robe sont un camouflage parfaitement adapté à l'environnement de la prairie, ce qui le rend difficile à voir quand il est immobile. Il chasse ses proies à l'odorat sous terre dans le noir.

## Statut de conservation de l'espèce

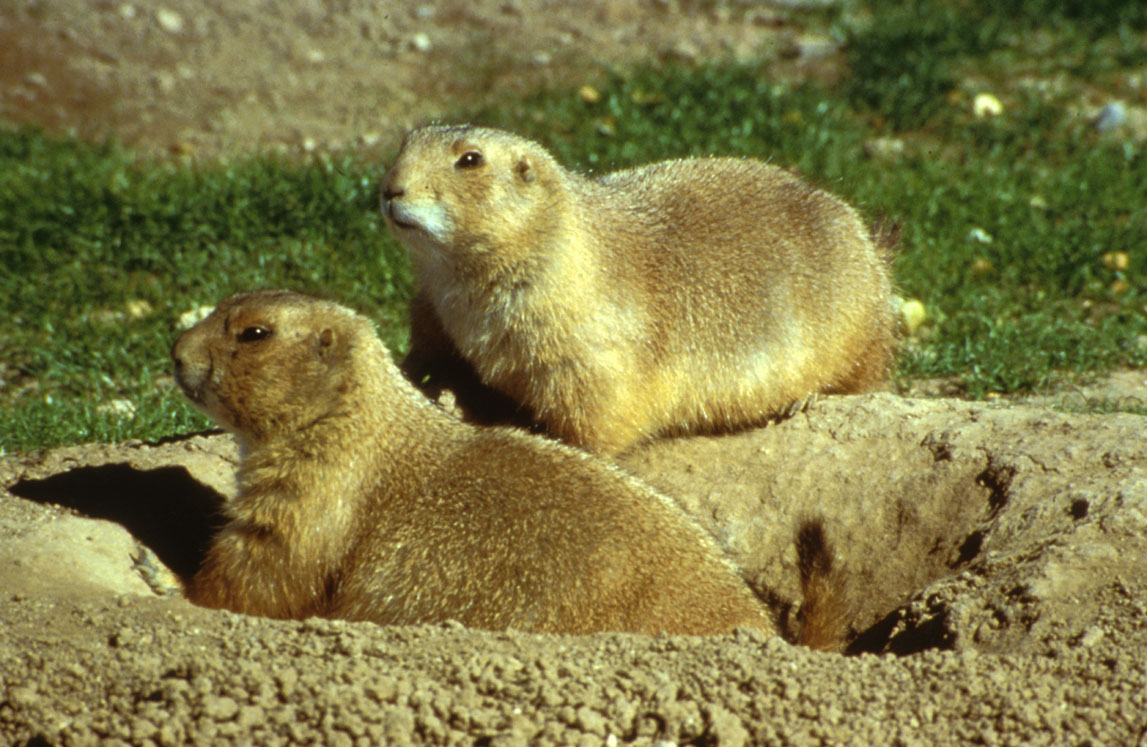
Chiens de prairie sauvages

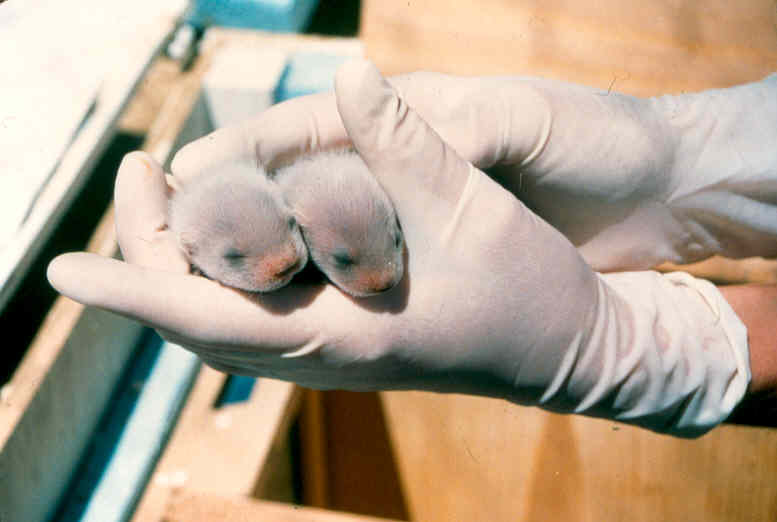
Reproduction en captivité de furets à pieds noirs

La quasi-extinction de cette espèce serait due aux menaces pesant sur leur principale ressource alimentaire, le chien de prairie sauvage, à la maladie de Carré et à une maladie appelée peste sylvalique similaire à la peste bubonique .
Le putois à pieds noirs est considéré comme une espèce en danger d'après l'U. S. Fish and Wildlife Service (USFWS). Il s'est éteint en tant qu'espèce sauvage au Canada en 1937, et a été classé espèce en danger aux États-Unis en 1967.
Alors que l'espèce était considérée comme éteinte dans la nature au statut UICN EW (Éteint dans la nature), un dernier peuplement sauvage a été découvert par hasard près de Meeteetse dans l'État du Wyoming en 1981. Un chien de ferme a tué un animal inconnu qui fut identifié comme un Mustela nigripes. Une enquête rapidement menée a permis de découvrir un peuplement survivant de l'espèce, jusqu'alors inconnu. Ce peuplement comptait 130 animaux à sa découverte. Un suivi de cette population a montré qu'elle s'éteignait rapidement.
En 1986, le putois à pieds noirs était le mammifère le plus en danger du monde, avec une population réduite à 18 animaux. De 1986 à 1987 le "Wyoming Game and Fish Department" a procédé à la capture des 18 animaux restants pour leur protection et pour établir un programme de reproduction intensif.
À cette date, la totalité de la population mondiale de putois à pieds noirs était alors réduite à 50 individus en captivité.
Sept animaux de ce peuplement ont été répartis dans des zoos et des universités dans le cadre du programme de reproduction. Des centaines d'animaux reproduits en captivité ont été relâchés dans l'habitat original, mais en 1997 seuls 5 d'entre eux ont pu être dénombrés. La peste sylvide, la maladie de Carré, et le faible taux de reproduction ont fait presque échouer cette tentative.
Presque car à partir de 1997, l'établissement de colonies dans des zones indemnes de peste sylvatique, le soutien des fermiers, des groupes de protection de la nature, des Indiens Shoshone dans les zones de réintroduction ont permis de rétablir une population stable de chiens de prairie et corrélativement de putois à pieds noirs.
En 1998, un jalon important est atteint : le nombre d'animaux en liberté dépasse de nouveau le nombre d'animaux en captivité.
Ainsi, après avoir frôlé l'extinction, l'espèce a été réintroduite, au départ dans le Wyoming, puis dans plusieurs États d'Amérique, dont l'Arizona et le Montana, mais aussi dans l'État de Chihuahua, au Mexique. Le Canada a décliné l'offre de réintroduction car l'analyse menée par le service canadien de la faune a montré que la population résiduelle de chiens de prairie dans les zones de réintroduction potentielle était insuffisante pour assurer la survie de l'espèce. En conséquence, aucun projet de réintroduction n'est à ce jour démarré au Canada bien que le Canada collabore très activement au programme de réintroduction par ses élevages en captivité. En 2009 une étude dans le cadre du programme « SARA »  (Species At Risk Act) envisage une réintroduction de l'animal dans son habitat d'origine au sein du Parc national des Prairies. L'étude conclut que la petitesse (10 km2) de l'habitat disponible constitue un « vrai défi » mais semble ouvrir la porte à cette réintroduction.
En dépit de ce succès impressionnant, il s'agissait encore, en 2005, du mammifère le plus rare du continent nord-américain, et donc d'une espèce toujours gravement menacée, bien que la population réintroduite connaisse une croissance de 35 % par an. À cette date l'UICN a reclassifié l'espèce du niveau EW (éteint dans la nature) au niveau EN (en danger).
En 2007 la population stable de putois à pieds noirs était de 600 animaux.
L'objectif actuel à l'horizon 2010 des programmes de réintroduction est d'obtenir plus de 10 populations sauvages auto-suffisantes, soit plus de 1 500 animaux, chaque population comportant au moins 30 adultes reproducteurs. Cet objectif permettrait le passage du niveau UICN EN (en danger) au niveau UICN VU (Vulnérable).
Aux fins d'atténuer la dépression endogamique chez deux espèces menacées, putois à pieds noirs (Mustela nigripes), Revive & Restore facilite les efforts en cours pour cloner des individus à partir de lignées cellulaires historiques stockées au San Diego Zoo Wildlife Alliance Frozen Zoo. Le programme vise à restaurer la variation génétique perdue du patrimoine génétique vivant.
Le 10 décembre 2020, le premier putois à pieds noirs cloné au monde est né. Ce putois, nommé Elizabeth Ann, est le tout premier individu d'une espèce américaine en voie de disparition à avoir été cloné avec succès,.
Ce remarquable programme de réintroduction est géré par le "Black-Footed Ferret Recovery Program"

Carte de répartition. Les étoiles représentent la répartition actuelle établie à partir des efforts de réintroduction. L'étoile rouge représente une observation isolée.
Répartition historique
Répartition historique probable

## Culture
Par ailleurs, le putois à pieds noirs est l'un des personnages principaux de la nouvelle de science-fiction de Ken Wharton, Through the Looking-Glass, qui doit son titre au récit célèbre de Lewis Carroll.

## Compléments